# Mihail-Radu Solcan
Mihail-Radu Solcan (n. 19 noiembrie 1953, Suceava, România – d. 11 februarie 2013) a fost un filozof român, profesor de filozofie la Facultatea de Filozofie la Universitatea din București.
Născut la Suceava, a absolvit Facultatea de Filosofie a Universității din București în 1976; în 1993 și-a luat doctoratul. A fost profesor de liceu, redactor și editor al editurii Humanitas. Din 1993 a predat la Facultatea de Filosofie din București.

## Operă

### Cărți
- Logica modernă aplicată în filosofie și științele sociale, Academia de Studii social politice, București, 1987
- Limitele puterii, ALL 1994 (împreună cu Adrian-Paul Iliescu)
- Arta răului cel mai mic, București, ALL, 1998 (disponibilă online Arhivat în 5 martie 2016, la Wayback Machine.)
- Filosofia minții și știința cogniției (disponibilă online Arhivat în 19 martie 2015, la Wayback Machine.)
- Introducere în filosofia minții din perspectiva științei cogniției, Editura Universității din București, 2000 (disponibilă online Arhivat în 28 septembrie 2007, la Wayback Machine.)
- Instituții politice și economice, Universitatea București, 2003
- Freedom, Minds and Institutions, Editura Universității din București, 2003 (disponibilă online Arhivat în 28 septembrie 2007, la Wayback Machine.)
- Eseul filosofic, Editura Universității din București, 2004 (disponibilă online Arhivat în 16 mai 2007, la Wayback Machine.)
- Ghid LaTeX (versiunea pentru Windows), București, 2005 (disponibilă online Arhivat în 27 noiembrie 2014, la Wayback Machine.)
- Filosofia Stiintelor Umane: O Introducere, Editura Universitatii din Bucuresti , 2012

### Articole
- On the Logical Structure of Political Doctrines, Revue Roumaine de Sciences Sociales - Philosophie et Logique, Octombrie-Decembrie 1983 (disponibil online Arhivat în 5 martie 2016, la Wayback Machine.)
- Denotation in Algorithmic Perspective,  Bucharest International Colloquium in Analytic Philosoph (disponibil online Arhivat în 4 martie 2016, la Wayback Machine.)
- Machine Translation Errors: A Philosophical Examination Bucharest International Colloquium in Analytic Philosophy, 21 mai 2006 (disponibil online Arhivat în 5 martie 2016, la Wayback Machine.)